# 丹麦王位继承

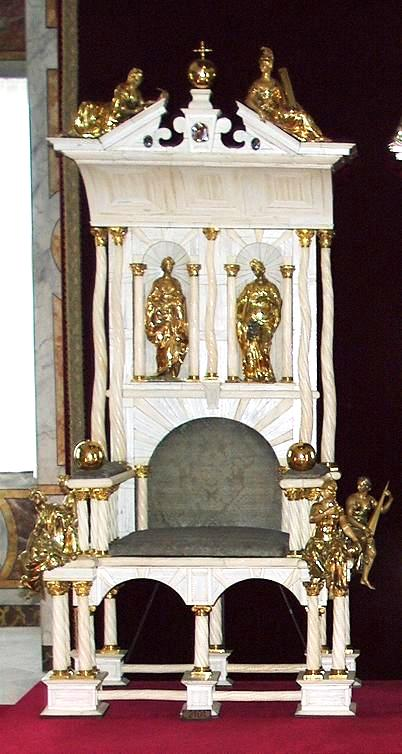
丹麦王座

1953年3月27日通过的《丹麦继承法》规定克里斯蒂安十世和他的妻子亞歷山德琳所生的后代拥有王位继承权。2009年继承法修改为依据嫡长继承制（不分男女）继承。

## 继承法则
如果没有得到君主的允许而结婚的王室成员会失去王位继承权，这要由国务会议决定。未婚王室成员或未经王室允许而结婚的前王室成员所生的个人及其后代被排除在王位继承顺位之外。此外，在批准婚姻时，君主可以施加必须满足的条件，以使所产生的后代拥有继承权。如果克里斯蒂安十世国王和亞歷山德琳王后没有合资格后代，议会有权选举君主并确定新的继承顺位。

## 王位继承顺序
- 佛瑞德里克九世國王（1899年－1972年）
  -  瑪格麗特二世女王（生于1940年）
    -  佛瑞德里克十世國王（生于1968年）[2][3]
      - (1) 克里斯蒂安王儲（生于2005年）[2][4]
      - (2) 伊莎貝拉公主（生于2007年）[2][5]
      - (3) 文森王子（生于2011年）[2][6]
      - (4) 約瑟芬公主（生于2011年）[2][7]

    - (5) 约阿基姆王子（生于1969年）[2][8]
      - (6) 尼古拉伯爵（生于1999年）[2][9]
      - (7) 费利克斯伯爵（生于2002年）[2][10]
      - (8) 亨里克伯爵（生于2009年）[2][11]
      - (9) 雅典娜女伯爵（生于2012年）[2][12]

  - (10) 本尼迪克特公主（生于1944年）[2][13]